# Monique Alexander
Monique Alexander (ur. 26 maja 1982 w Vallejo) – amerykańska aktorka pornograficzna i modelka pochodzenia niemieckiego, portugalskiego, rosyjskiego i panamskiego.

## Kariera w branży porno
Pracowała jako recepcjonistka. W wieku 18 lat rozpoczęła karierę w branży rozrywkowej dla dorosłych jako egzotyczna tancerka w Sacramento w Kalifornii. Potem pozowała do wielu męskich magazynów, które zawierają sesje zdjęciowe dla fotografa Earla Millera. W 2001 zaczęła występować w filmach hardcore, stając się kontraktową dziewczyną dla Sin City w tym samym roku i pojawiając się w filmach fetyszowych dla FM Concepts w 2002.
Wzięła udział w telewizyjnych filmach erotycznych takich jak Hotel Erotica (2002), Zabójczy masaż (The Sex Spa, 2003), Sex House (2003), Voyeur: Inside Out (2003), Za drzwiami sypialni (Behind Bedroom Doors, 2003) czy Randka na zamówienie (Naked Encounters, 2005) z Randym Spearsem. A w Internecie zyskała sobie popularność jako popularna modelka.
W latach 2004–2009 podpisała umowę na wyłączność z Vivid Entertainment. W filmie DVD Lexie and Monique Love Rocco (2004) wzięła udział w scenie seksu grupowego z Rocco Siffredim, Lexi Marie, Mandy Bright, Vanessą Lane, Jeanem Valjean i Stevenem St. Croix. We wrześniu 2007 roku po raz pierwszy wzięła udział scenie z seksem analnym.
W 2008 została laureatką nagród AVN (Adult Video Magazine) za najlepszą scenę seksu samych dziewczyn w Sex & Violins (2007) i najlepszą scenę seksu grupowego w Debbie Does Dallas... Again (2007) w reżyserii Paula Thomasa.
W 2010 ponownie uruchomiła swoją oficjalną stronę internetową, aby mogła pozostać w kontakcie ze swoimi fanami.
W 2012 pracowała dla Kink.com w scenach BDSM z Gracie Glam.

## Działalność poza przemysłem porno
Wystąpiła w dreszczowcu Pajęcza sieć (Spider's Web, 2002) z Kari Wuhrer i Stephenem Baldwinem, serialu HBO Ekipa (Entourage, 2007), filmie dokumentalnym Jensa Hoffmanna Porno od 9 do 17 (9 to 5: Days in Porn, 2008), jako aktorka porno w film sensacyjnym Adrenalina 2. Pod napięciem (Crank: High Voltage, 2009) z Jasonem Stathamie i Amy Smart oraz jako prostytutka w komedii kryminalnej Stretch (2014) z Patrickiem Wilsonem i Chrisem Pine.
Była sprawozdawcą sportowym w programie The Phil Show National Lampoon Comedy Radio (2007).
15 lutego 2008 Monique Alexander i Ron Jeremy reprezentowali branżę podczas debaty na Uniwersytecie Yale z przeciwnikami porno – Craigiem Grossem i Donniem Paulingiem.

## Nagrody i nominacje
| Rok  | Nagroda    | Kategoria                                        | Film                                            | Inni wykonawcy | Rezultat  |
| ---- | ---------- | ------------------------------------------------ | ----------------------------------------------- | --- | --------- |
| 2004 | AVN Award  | Najlepsza scena seksu samych dziewczyn           | Jane Millionaire (2003)                         | Britney Foster i Jenna Haze | Nominacja |
| 2005 | AVN Award  | Najlepsze interaktywne DVD                       | Interactive Sin With Monique Alexander          | – | Nominacja |
| 2006 | AVN Award  | Najlepsza scena seksu w parze                    | Lexie and Monique Love Rocco (2004)             | Rocco Siffredi | Nominacja |
| 2007 | AVN Award  | Najlepsza aktorka                                | To Die For (2006)                               | – | Nominacja |
| 2007 | AVN Award  | Najlepsza scena seksu w parze                    | To Die For (2006)                               | Tommy Gunn | Nominacja |
| 2008 | AVN Award  | Najlepsza scena seksu samych dziewczyn           | Sex & Violins (2007)                            | Faith Leon i Stefani Morgan | Wygrana   |
| 2008 | AVN Award  | Najlepsza wykonawczyni                           | –                                               | – | Nominacja |
| 2008 | AVN Award  | Najlepsza scena seksu grupowego                  | Debbie Does Dallas... Again (2007)              | Savanna Samson, Stefani Morgan, Christian XXX, Evan Stone i Jay Huntington                                                               | Wygrana   |
| 2009 | AVN Award  | Najlepsza scena seksu grupowego samych dziewczyn | Where the Boys Aren't 19: Arabian Nights (2008) | Briana Banks, Lacey Love, Lyndsey Love, Lexi Marie, Mercedez, Lanny Barbie, Stefani Morgan, Tera Patrick, Tawny Roberts i Savanna Samson | Nominacja |
| 2009 | AVN Award  | Najlepsza aktorka                                | Cry Wolf (2008)                                 | – | Nominacja |
| 2009 | AVN Award  | Najlepsza scena seksu w parze                    | Cry Wolf (2008)                                 | Mr. Marcus | Nominacja |
| 2010 | AVN Award  | Najlepsza scena seksu samych dziewczyn           | Nymphetamine 3 (2009)                           | Tori Black | Nominacja |
| 2010 | AVN Award  | Najlepsza scena seksu grupowego samych dziewczyn | Sunny’s Slumber Party (2009)                    | Alexis Texas, Alyssa Reece i Sunny Leone                                                                                                 | Nominacja |
| 2010 | AVN Award  | Najlepsza scena seksu grupowego                  | American Swingers (2009)                        | Alex Gonz, Tee Reel i Lorena Sanchez | Nominacja |
| 2011 | AVN Award  | Najlepsza scena seksu samych dziewczyn           | Meow!                                           | Jenna Haze | Wygrana   |
| 2011 | AVN Award  | Najlepsza scena seksu oralnego                   | Blow Me Sandwich 14 (2009)                      | Raylene | Nominacja |
| 2011 | AVN Award  | Wykonawczyni roku                                | –                                               | – | Nominacja |
| 2011 | AVN Award  | Najlepsza scena seksu samych dziewczyn           | Best of... Lexi Belle 2 (2010)                  | Lexi Belle | Nominacja |
| 2011 | AVN Award  | Najlepsza scena seksu grupowego samych dziewczyn | Femme Core (2010)                               | Lisa Ann, Alexis Ford, Andy San Dimas, Celeste Star i Teagan Presley                                                                     | Nominacja |
| 2011 | AVN Award  | Najbardziej skandaliczna scena seksu             | Party of Feet 2 (2010)                          | Amy Brooke, Charley Chase, Tara Lynn Foxx, Belladonna, Ann Marie Rios, Ashli Orion, Sammie Rhodes, Kristina Rose i Andy San Dimas        | Nominacja |
| 2014 | XBiz Award | Najlepsza scena – realizacja winiety             | Housewife 1 on 1 36 (2014)                      | Johnny Sins | Nominacja |
| 2015 | XBiz Award | Najlepsza scena seksu samych dziewczyn           | Big Tits at Work 17 (2012)                      | Ash Hollywood | Nominacja |
| 2016 | XBiz Award | Najlepsza scena – realizacja winiety             | Housewife 1 on 1 36 (2014)                      | Richie Black | Nominacja |
| 2017 | AVN Award  | Najlepsza scena seksu samych dziewczyn           | Ghostbusters XXX Parody (2016)                  | Abigail Mac i Romi Rain | Nominacja |
| 2017 | AVN Award  | AVN Hall of Fame (Galeria Sław)                  | –                                               | – | Wygrana   |
| 2020 | AVN Award  | Nagroda fanów: Gwiazda mediów społecznościowych  | –                                               | – | Nominacja |